# Windows Mail
Windows Mail är e-postklienten i operativsystemet Windows Vista. Den ersatte den tidigare e-postklienten Outlook Express, som hittas i Windows XP och i tidigare Windows-versioner. 
Microsoft meddelande 2008 att Windows Mail inte skulle följa med i Windows 7, detta för att minska operativsystemets storlek. Programmet ersattes istället av Windows Live Mail som var en del av Microsofts Windows Live-produkter.